# Ундина (балет Пуни)
Ундина (или иначе — Наяда и рыбак, фр. Ondine, ou La naïade) — балет хореографии Жюля Перро на музыку Цезаря Пуни в трёх актах и шести сценах. Либретто Жюля Перро и Фанни Черрито составлено по мотивам повести «Ундина» Фридриха де ла Мотта: сюжет основан на любви морской девы к рыбаку, ради которой она жертвует бессмертной жизнью. Впервые поставлен на сцене Театра Её Величества в Лондоне, 22 июня 1843 — заглавные партии исполнили сами авторы либретто. Пуни посвятил музыку к этому балету герцогине Кембриджской, которая была известна в Лондоне как давняя покровительница искусств.

## История создания
После работы над всемирно известным балетом Жизель, поставленным с участием Жюля Перро для его возлюбленной Карлотты Гризи, хореограф уехал в Лондон: его вклад оказался неоценён - на афише не было его имени, а балерина увлеклась своим партнёром. В Англии же танцовщику предоставилась возможность работать и развивать свой талант постановщика. В 1843 году он работает над постановками в Театре Её Величества,где получил должность балетмейстера. Ундина становится его четвёртой работой на этой сцене и второй - в соавторстве с Цезарем Пуни, которого он с самого начала пригласил в театр качестве автора музыки.
Всего у Перро было три редакции балета – лондонская (1843), петергофская (1850) и петербургская (1851). Главная линия (любовный треугольник Маттео – Ундина – Джаннина) при этом сохранялась, но сюжетные ходы, мотивы героев, финал и образ главной героини менялись. Если оригинальную постановку 1843 года можно назвать романтической драмой, где сюжет наполнен любовными перипетиями, Ундина готова на самопожертвование наравне с хитростью ради достижения желаемой взаимности, а в финале торжествует справедливость, то две последующие отличаются. Петергофский спектакль был лишён какого-либо активного действия: Ундина лишь совершенно безрезультатно пытается привлечь внимание рыбака, счастливо празднующего помолвку со своей невестой. Сцена располагалась на берегу залива, в естественных декорациях, и в морских сценах наяды плавали в настоящих лодках в виде раковин . Петербургская версия, получившая название "Наяда и рыбак", заканчивалась печально для невесты главного героя, который достаётся морской деве, применившей хитрость и заполучившей обручальное кольцо Джаннины. В этой постановке главную роль исполнила Карлотта Гризи, последовавшая за своим прежним возлюбленным и хореографом, но долго в России не задержавшаяся. Были изъяты некоторые спорные с точки зрения цензуры религиозные сцены - например, подмена Девы Марии Ундиной, которая частично шокировала  лондонских зрителей .
На третьей редакции балета была основана и постановка Петипа 1874 года. При возобновлении в 1894 он же сильно переделал спектакль.
16 марта 2006 года в Мариинском театре состоялась премьера адаптации балета авторства хореографа Пьера Лакотта, известного, своими реконструкциями старинных балетов. Несмотря на позиционирование автором данного спектакля тоже как исторической реконструкции, критики отмечают множество несоответствий - стилистических, композиционных, сюжетных, которые искажают оригинальную картину .

## Либретто
Изложено по оригинальной редакции 1843 года. Место действия — Сицилия .
1. Морская раковина. На берегу моря собрались крестьяне и рыбаки, с нетерпением ожидающие завтрашнего празднества в честь Девы Марии. Появляются главные герои — молодой рыбак Маттео и его невеста Джианнина. Их свадьба запланирована на следующий день после общего торжества, и Маттео приглашает друзей на церемонию. Народ расходится, и Маттео остаётся один. Он собирается забросить сеть в море, но перед ним из волн поднимается большая раковина, несущая Ундину. Она пытается увлечь Маттео, так как давно влюблена в него, но тот не отвечает взаимностью и хочет уйти домой. Ундине приходится прибегнуть к волшебству, чтобы зачаровать его, и юноша следует за ней, поднимаясь на скалы. Когда Ундина бросается со скалы в воду, околдованный рыбак готов последовать за ней, но появляются люди, и чары спадают. Маттео падает на колени и возносит благодарственную молитву.
Хижина рыбака. Джианнина и мать Маттео, Тереза ждут в хижине его возвращения. Маттео приходит, взволнованный произошедшим, и Джианнине удаётся его успокоить. Он рассказывает, что с ним произошло, и мать уверяет его, что это всего лишь пустое видение. Она садится за пряжу, а Джианнина с Маттео вместе разматывают готовую нить. Внезапно по мановению ветра, распахнувшего окно, в комнате появляется Ундина, но видимая только для Джианнины, Маттео же с матерью не понимают, что её напугало. Видение пропадает, и все снова возвращаются к работе. Однако Ундина всё ещё присутствует, и, невидимая для всех, начинает проказничать — разрывает пряжу, отнимает и бросает в сторону прялку. В конце концов, она позволяет Маттео её увидеть и снова очаровывает его. Джианнина внезапно тоже замечает её и пытается схватить, после чего Ундина исчезает, кажется, на совсем. В ответ на упрёки Джианнины, Маттео успокаивает её, напоминая о завтрашней свадьбе. Тереза благословляет сына и его невесту и вместе с ней удаляется.
2. Видение. Ундина не оставляет надежды завоевать возлюбленного. Она является ему во сне и увлекает в свой сказочный дворец, где живут и её многочисленные сёстры. Увлечённую танцами с сёстрами и Маттео, Ундину застаёт её мать — Гидрола, королева рек, озёр и родников. В ужасе, она пытается убедить дочь, что союз со смертным невозможен, ведь иначе она и сама станет смертной. Однако Ундина готова принести эту жертву и, сорвав бутон розы с куста, показывает, что согласна увянуть подобно ему, если Маттео её полюбит.
Праздник Богородицы. Следующий день. На улице появляется праздничная процессия с цветами, и статуей Богоматери, которую несут жители деревни. Люди веселятся и танцуют тарантеллу. Когда до них доносится звон колокола, люди опускаются на колени, чтобы вознести молитву. Внезапно Маттео видит в фонтане Ундину. Однако в этот момент невеста ведёт его к изображению Богоматери. Но стоит Маттео подойти к ней, как священная статуя исчезает и на её месте снова появляется Ундина. Не успевает юноша показать на неё Джианнине, как морская дева снова исчезает. Празднество продолжается, а после окончания Маттео и Джианнина собираются плыть домой. Пока жених отвязывает лодку, Джианнина склоняется к воде, и, околдованная ундинами, погружается в пучину, тогда как её место занимает влюблённая в рыбака Наяда. Выходит луна, и Ундина впервые видит свою тень, так как теперь она смертна. Маттео не замечает подмены, обманутый волшебством, и увозит с собой в лодке принявшую облик его невесты Ундину.
3. Увядающая роза. Ночью в доме рыбака спящую Ундину навещает тоскующая Гидрола, но исчезает, едва её дочь просыпается. Ундина ощущает в себе сильные перемены, её пугает нынешняя слабость, и она молится. Гидрола показывается дочери, напоминая, что бутон уже вянет, и умоляя её вернуться, но Ундина верна своему выбору и с печалью просит мать не препятствовать её судьбе. Гидрола покидает дочь, и входят Маттео и Тереза. Они видят невесту, уже отмеченную смертью — Маттео понимает, что она обречена, и глубоко скорбит. Ундина настаивает на проведении свадебного обряда, чтобы до самого конца быть вместе с возлюбленным.
Свадебный обряд. Свадебный кортеж полон печали, силы покидают Ундину с каждым упавшим лепестком розы и она вынуждена опираться на поддерживающую руку Маттео. Каждый шаг ей даётся всё труднее и труднее. Внезапно перед всеми появляется Гидрола в окружении ундин. Она спасла погибшую в волнах Джианнину, вернула ей жизнь, и теперь возвращает её Маттео. Чары, смущавшие его, рассеиваются, молодые воссоединяются, а к отвергнутой Ундине возвращается бессмертие.

## Основные постановки
22.6.1843 — мировая премьера в Театре Её Величества, Лондон. Балетмейстеры  Ф. Черрито («Pas de six») и Ж. Перро, сценограф  - У. Грив. Исполнители: Ундина - Черрито (мировую известность приобрел созданный ею «Танец с тенью»), Маттео - Перро, Гидрола - Копер.
В России
30.1.1851 — российская премьера в Большом театре, Петербург. Балетмейстер - Ж. Перро, сценографы - А. А. Роллер, Г. Г. Вагнер. Исполнители: Ундина - К. Гризи (позже партию исполняли Е.И. Андреянова, Л. Флери, З.И. Ришар, А.И. Прихунова, М.Н. Муравьёва, К.М. Канцырева, Е.О. Вазем, Е.П. Соколова, Э. Бессоне и др.), Маттео - Перро.
1874 — новая редакция для Петербургского Большого театра, М.И. Петипа (по Перро).
1892 — возобновление в Петербургском Большом театре. Балетмейстер - Петипа. Исполнительница главной роли - В.А. Никитина.
7.12.1903 — возобновление в Петербургском Большом театре в постановке балетмейстера А.В. Ширяева (по Петипа и Перро). Исполнительница главной роли - А.П. Павлова.
1921 — возобновление балетмейстером Ширяевым в качестве спектакля Петроградского хореографического училища.
27.11.1857 — премьера в Московском Большом театре. Балетмейстер - Теодор (Шион), сценографы - И. Браун, А. Бредов, П.А. Исаков, И.И. Крылов, Ф.И. Шеньян, дирижёр - П.Н. Лузин. Исполнители: Ундина - Тереза Теодор, Маттео - Теодор (Шион).
11.4.1879 — возобновление в Московском Большом Театре балетмейстером А.Ф. Смирновым (по Теодору), дирижёр - С.Я. Рябов. Исполнители: Ундина - Е.Н. Калмыкова (позже партию исполняли П.П. Лебедева, Муравьёва, П.М. Карпакова, М.П. Станиславская, Е.В. Гельцер и др.), Маттео - С.П. Соколов.
4.10.1898 — возобновление там же балетмейстером И.Н. Хлюстиным, с тем же дирижёром и сборными декорациями.
22.2.1984 — в Большом театре (Москва) поставлена сюита из балета (включающая первую встречу Наяды и Рыбака; деревенское веселье; танец Наяды с тенью). Балетмейстер - П.А. Гусев (по Перро), сценограф -  В.К. Клементьев, дирижёр - А.А. Копылов. Исполнители: Наяда - Н.Л. Семизорова (позже Н.Н. Сперанская), Рыбачка - Т.Н. Голикова (позже М.В. Былова), Рыбак - М.Л. Цивин.
28.12.1984 - та же постановка на сцене Театра им. Кирова. Балетмейстер тот же, дирижёр - В.А. Федотов. Исполнители: Наяда - О.П. Лиховская, Девушка рыбака - Г.Т. Комлева, Рыбак - С.Г. Вихарев.
16.03.2006 - премьера балета в постановке Лакотта в Мариинском театре, в 2 актах, 6 картинах. Декорации и костюмы П. Лакотт, художник по свету А. Наумов, дирижер М. Сенкевич. Исполнители: Евгения Образцова (Ундина), Яна Серебрякова и Екатерина Осмолкина (Джианнина), Леонид Сарафанов (Маттео). В 2007 спектакль был номинирован на Золотую Маску по трём номинациям: за хореографию и за исполнение главных партий Сарафановым и Образцовой. Последняя была удостоена награды.